# ホウレンソウ
ホウレンソウ（菠薐草・法蓮草、 学名：Spinacia oleracea）は、ヒユ科アカザ亜科ホウレンソウ属の野菜。ほうれん草とも表記される。雌雄異株。緑黄色野菜の1つで、大きく分けると東洋種と西洋種の2系統に分かれる。高温下では生殖生長に傾きやすくなるため、冷涼な地域もしくは冷涼な季節に栽培されることが多い。冷え込むと軟らかくなり、味がよりよくなる。ビタミンや鉄分などの栄養素に富む。
リンネの『植物の種』（1753年）で記載された植物の一つである。

## 名前
ホウレンソウ（菠薐草）の由来は、中国の唐代に「頗稜（ホリン）国」（現在のネパール）から伝えられたことによる。後に改字して「菠薐（ホリン）」となり、日本では転訛して「ホウレン」となった。「ホウレン」の語源は、「菠薐」の唐音とされ、「法蓮草」は当て字とされる。

## 歴史
ホウレンソウの原産地は、西アジアや西南アジア、中央アジアなどと言われ、カスピ海南西部（コーカサス地方、イラン）近辺と見られているが野生種は発見されていない。原産地から東西に分かれて伝播し、それぞれ独立した品種群が成立したと考えられている。初めて栽培されたのはペルシア地方（現在のイラン）で、ヨーロッパには中世末期（12世紀以降）にアラブ・北アフリカを経て持ち込まれ、他の葉菜類を凌いで一般的になった。東アジアにはシルクロードを通って広まり、中国にはネパールを経て7世紀頃に伝わった。その間、ヨーロッパでは西洋種が、中国では東洋種が成立した。
日本には戦国時代末期の16世紀頃に、中国から東洋種が渡来したと見られている。1862年頃にはフランスから西洋種が導入され、明治初年にアメリカからも持ち込まれたが、西洋系品種は普及せず、もっぱら東洋種のほうが好まれ、各地に固有種が誕生した。大正末期から昭和初期にかけて東洋種と西洋種の交配品種が作られ、日本各地に普及した。西洋種はアクが強いものであったが、葉が肉厚でソテーに向くため次第に広まるようになり、第二次世界大戦後に、栽培の周年化が進められていく中で、暑さにも強く収量が高い西洋系品種や、交雑種が盛んに栽培されるようになった。

## 品種
葉に切り込みが多い東洋種と、丸葉の西洋種に大別され、東洋種・西洋種・交雑種の3群に分けられる。東洋系は葉身が薄く、ギザギザした切れ込みが深く、葉の根元が赤い。また、種には棘がある。西洋種は葉肉が厚く、葉は丸みを帯びて切れ込みが少なく、葉の基部があまり色付かない。食味は東洋種の方が葉が柔らかくて甘味が出てよいが、長日条件下でトウが立ちやすいため、秋まきに適している。西洋種は灰汁が強く加熱調理向きであるが、トウが立ちにくいという利点がある。日本では、100種以上のホウレンソウの品種が作られているが、東洋種と西洋種の交配からできた品種が主流で、一代交配種（F1）が大半で、外見では西洋種のような丸葉のタイプや、東洋種のような深い切れ込みがある葉のタイプがある。葉の軸（葉柄）や葉脈が赤い品種群は、赤茎種とも呼ばれ、灰汁が少なくあっさりした味わいで、生食にも向く。

### 東洋種
- 日本ホウレンソウ - 日本在来種。葉の切れ込みが多く、柔らかくて甘味があるのが特徴[14]。株はあまり大きくならずに、葉を地面に広げて育つ[17]。アクが少なめでお浸しに向く[16]。
- 山形赤根ほうれんそう - 山形県特産の東洋系の品種で、葉身は薄くてギザギザした切れ込みがあり、1株から10本以上の茎が出るのが特徴。根の部分は紅く、土臭さがない。[12]

### 交雑種（交配種）
- 剣葉ほうれんそう - 東洋系で葉先が尖り、切れ込みが深いのが特徴で、葉身は薄くて柔らかく、アクが少なくて甘味がある[12]。「豊葉」「次郎丸」などの品種が知られる[11]。
- 丸葉ほうれんそう - 葉に丸みがあり柄が太いのが特徴で、葉身は厚く土臭さがある。現在の主流は東洋系と西洋系の交配種[12]。

### その他
- 縮みホウレンソウ - 「寒締め栽培」で寒さに当たって、肉厚の葉へ細かな縮みが入ることが特徴。アクが少なく、甘味が強い。[14]
- 赤茎ホウレンソウ - ヒユ科のスイスチャード（和名：フダンソウ）との交配で作られた品種で、茎が赤いのが特徴。生食用でアクが少なく、ベビーリーフとしても市場に出回っている。[14]
- サラダほうれんそう - 生食用に改良された品種で、全体的に葉の色が薄く、茎は細くて赤いものと緑色のものがある。多くは水耕栽培されている[16]。葉が柔らかくでアクが少なく、甘味があってそのまま生食できる。[14][12]

## 栽培

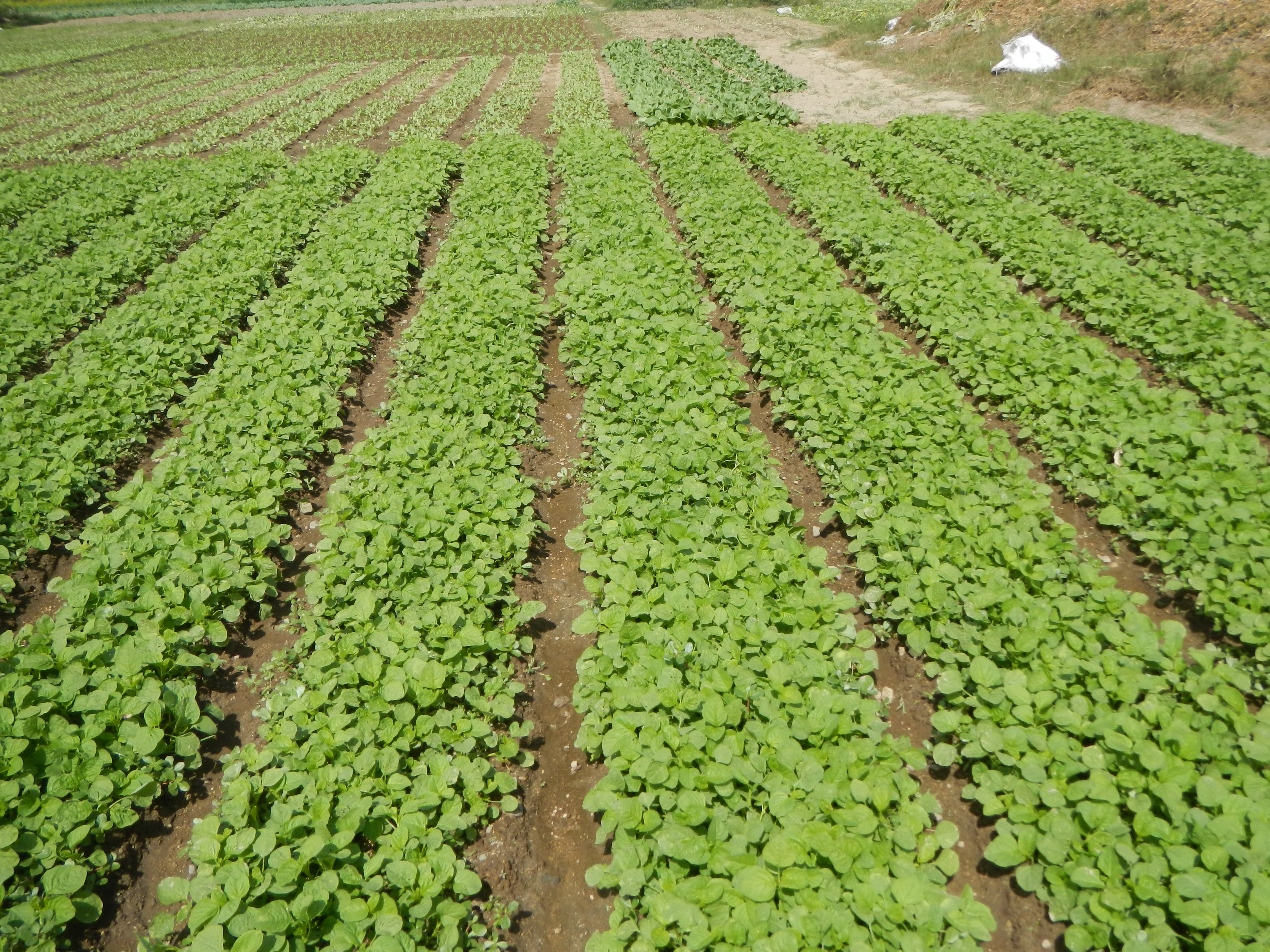
ほうれん草畑

ホウレンソウは種まきから約1か月で収穫でき、生長の度合いは栽培期間中の日照時間の合算で決まる。耐寒性は極めて強く、0°C以下でも生育を続け、−10°Cの低温にも耐える。栽培時期は3月 - 6月（春まき）、または9 - 2月（秋まき）がある。栽培に適した土壌酸度は pH 6.5 - 7.0で、生育適温 15 - 20°C、発芽適温15 - 20°Cとされ、冷涼な気候を好み、酸性土壌や過湿を嫌う性質がある。栽培難度はふつうで、春まきよりも秋まきのほうが育てやすい。連作は可能とする文献や、連作障害があるので輪作は1年あけるようにする必要があるとする文献もある。ホウレンソウの種子は外殻に包まれており、そのままでは発芽率が悪いことから、経済的な栽培にはネーキッド種子と呼ばれる裸種子が用いられる。移植を嫌う直根型であるので、種子は圃場に直接播かれる。子葉展開後本葉が展開し、葉伸長20 - 30センチメートルの頃に収穫期を迎える。種まきは春まきなら3 - 5月、秋まきなら9 - 11月に行う。収穫は春まきなら4 - 6月、秋まきなら10月 - 翌2月に行う。種子をすじまきか点まきにして、発芽まで水切れしないように管理し、間引きしながら育てていくのが大切なポイントになる。また、種をまく時期によって、時期に合った品種を選ぶことも大切となり、春まきはとうが立ちにくい西洋種、秋冬まきは寒さに強い東洋種が向いている。
種まきは、酸性土壌では育たないため苦土石灰を多めにまいたり、完熟堆肥をすき込んで調整した中性土壌に畝を作り、種を筋まきして薄く土を被せるが、被土の厚さが薄く均一でないと発芽しなかったり、発芽してもうまく育たない場合がある。栽培期間が短いホウレンソウは、発芽を揃えることが重要で、種を一昼夜水につけてから、水を切って発根させる「芽だし」をさせた種をまく方法もある。発芽後の本葉が1 - 2枚のころに、葉が触れ合わない程度に3 - 4センチメートル（cm）間隔で間引きを行い、株元に土寄せを行う。1週間を目安に繰り返し間引きを行い、2回目は本葉が3 - 4枚で行い間隔を6 cmほどにする。その際に、追肥、土寄せも行う。さらに本葉が4 - 5枚になった頃に、追肥と土寄せを行う。草丈が25 cm内外になったら収穫適期で、株ごと抜き取って根を切り落とすか、株元を掘り下げてハサミで根を少し残すように切り取る方法で収穫を行う。ホウレンソウは、昼間の時間が長くなる「長日条件」になると薹（トウ）が立ち、花茎が伸びて葉が固くなり、味が落ちてしまう性質がある。そのため、街灯などの影響を受けにくい夜間に暗くなる場所で栽培する。
ホウレンソウがおいしくなる時期は冬である。寒さや霜に当たると、ロゼットの様に地面に葉を広げて栄養と甘味を蓄えて肉厚になる性質があり、収穫前に冷温にさらすこともしばしば行われ、これらの処理は「寒締め（かんじめ）」と呼ばれている。これは農研機構（農業・食品産業技術総合研究機構）（旧東北農業試験場）が確立した栽培方法である。寒締めを行ったホウレンソウは、低温ストレスにより糖度の上昇、ビタミンC、ビタミンE、βカロチンの濃度の上昇が起こる。
寒締め栽培は平均気温が低い群馬県、青森県などで盛んに行われている。
病虫害には、アブラムシ、ハスモンヨトウ（ヨトウムシ）、べと病、立ち枯れ病などがある。対策として、害虫を見つけたら取り除き、間引きして風通しをよくすることでアブラムシ予防につながる。ホウレンソウは春まきと秋まきで育てられるが、秋まきのほうが害虫が少なく、育てやすい。ホウレンソウの種をまいた周辺に、1か月ほど育苗した葉ネギをコンパニオンプランツとして植えておくと、ホウレンソウの害虫を遠ざけ、萎ちょう病（いちょうびょう）を予防する効果がある。

### 収穫量と作付面積

#### 世界

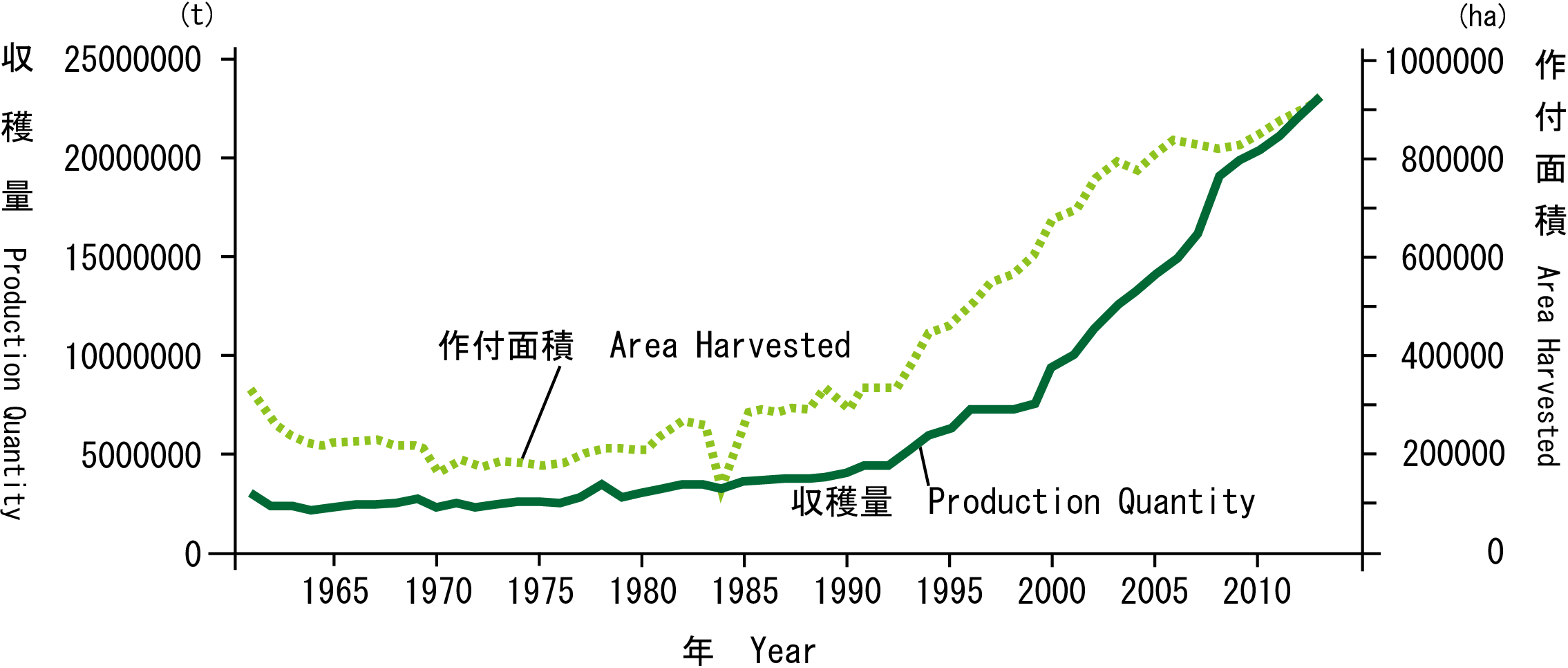
世界のホウレンソウの収穫量と作付面積の推移（1961 - 2013年）

世界における生産量は中華人民共和国が91.4%を占め他国を圧倒しているが、日本は世界第4位にランクインする主要生産国である。

##### 世界の収穫量上位10か国（2019年）[27]
| 順位 | 国または地域 | 生産量（t） | シェア（構成比） |
| ---- | ------------ | ----------- | ---------------- |
| –    | 世界         | 30,107,231  | –                |
| 1位  | 中国         | 27,527,619  | 91.4%            |
| 2位  | アメリカ     | 435,721     | 1.4%             |
| 3位  | トルコ       | 229,793     | 0.8%             |
| 4位  | 日本         | 226,865     | 0.8%             |
| 5位  | ケニア       | 178,707     | 0.6%             |
| 6位  | インドネシア | 160,306     | 0.5%             |
| 7位  | フランス     | 122,670     | 0.4%             |
| 8位  | イラン       | 118,641     | 0.4%             |
| 9位  | パキスタン   | 111,215     | 0.4%             |
| 10位 | イタリア     | 99,520      | 0.3%             |

#### 日本

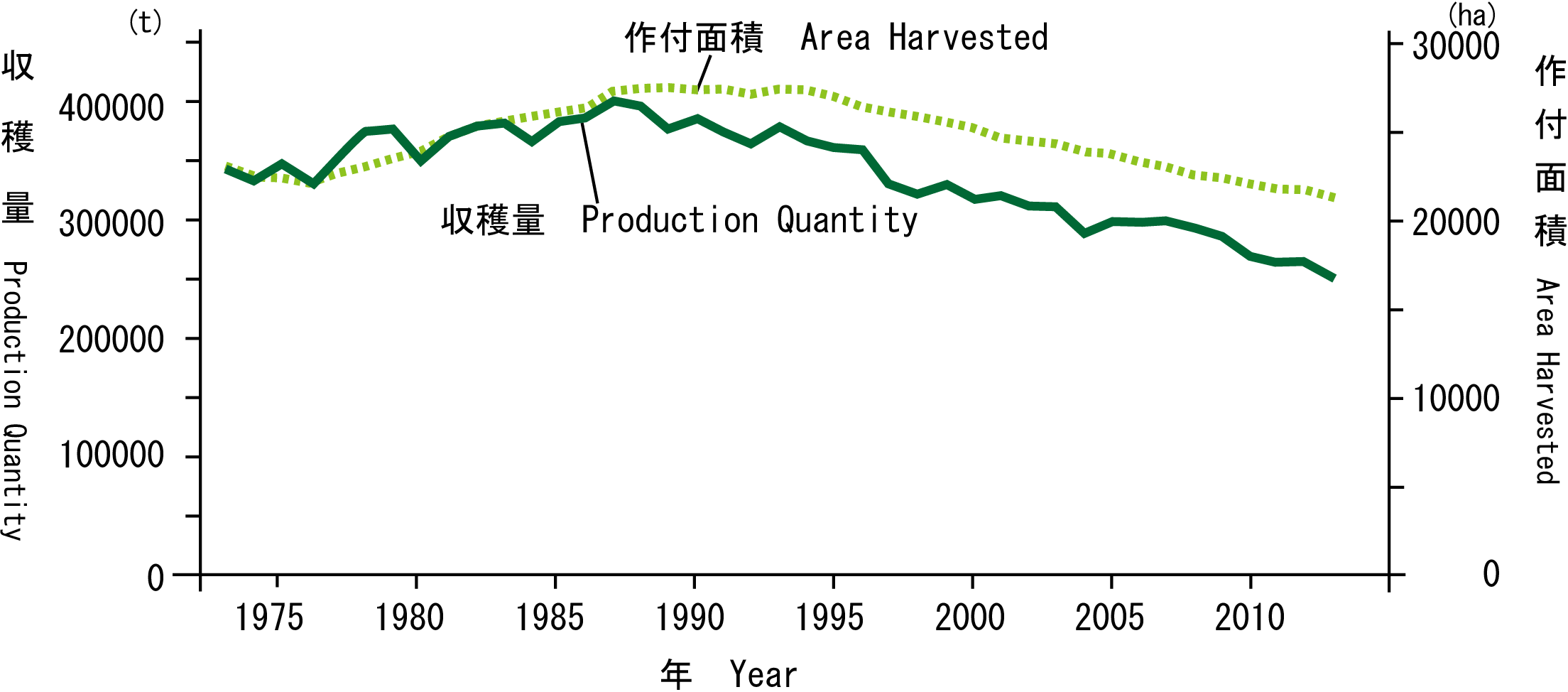
日本のホウレンソウの収穫量と作付面積の推移（1973 - 2013年）

日本で比較的に栽培が多い産地は千葉県と埼玉県である。市町村別の生産量は岐阜県高山市が最も多い。日本における2013年の年間生産量は250,300tであり、生ものはほぼ全部を自給しているが、冷凍ものが約2万t輸入されている。

##### 収穫量上位10都道府県（2013年）[31]
| 収穫量順位 | 都道府県 | 収穫量（t） | 作付面積（ha） |
| ---------- | -------- | ----------- | -------------- |
| 1          | 千葉県   | 34,300      | 2,240          |
| 2          | 埼玉県   | 26,100      | 2,140          |
| 3          | 群馬県   | 19,800      | 1,820          |
| 4          | 宮崎県   | 18,200      | 997            |
| 5          | 茨城県   | 16,300      | 1,140          |
| 6          | 岐阜県   | 12,100      | 1,300          |
| 7          | 福岡県   | 9,090       | 627            |
| 8          | 神奈川県 | 7,920       | 689            |
| 9          | 北海道   | 6,750       | 678            |
| 10         | 愛知県   | 6,650       | 489            |
| ―          | 全国計   | 250,300     | 21,300         |

##### 収穫量上位10市町村（2013年）[31]
| 収穫量順位 | 市町村   | 所属都道府県 | 収穫量（t） | 作付面積（ha） |
| ---------- | -------- | ------------ | ----------- | -------------- |
| 1          | 高山市   | 岐阜県       | 8,680       | 960            |
| 2          | 太田市   | 群馬県       | 4,830       | 466            |
| 3          | 久留米市 | 福岡県       | 4,400       | 298            |
| 4          | 徳島市   | 徳島県       | 3,750       | 389            |
| 5          | 伊勢崎市 | 群馬県       | 3,400       | 347            |
| 6          | 川越市   | 埼玉県       | 3,220       | 252            |
| 7          | 所沢市   | 埼玉県       | 2,850       | 226            |
| 8          | 狭山市   | 埼玉県       | 2,100       | 168            |
| 9          | 渋川市   | 群馬県       | 2,010       | 166            |
| 10         | 石井町   | 徳島県       | 1,570       | 160            |
| ―          | 全国計   | 全国計       | 250,300     | 21,300         |

## 食用
茎葉を食用とする緑黄色野菜の代表的存在で知られる。一年中流通しているが、食材としての本来の旬は冬の11月 - 2月とされ、葉が大きくて緑色が濃く、葉脈がはっきりしているもの、軸は太くしっかりしているものが市場価値の高い良品とされる。特に露地栽培ものは、冬の畑で霜に当たって葉に糖分を貯めるため甘味が強くなり、味もよくなる。
生食用品種など例外はあるが、灰汁が多いので基本的に下茹でなどをしてから調理に使われる。沸騰させた塩を少量入れた湯に、根に近い茎のほうから湯に入れて茹で上げたら、水にさらして灰汁を取るようにするが、栄養分の流失を抑えるため長時間水にさらさないようにする。湯に塩を入れることによって、塩のナトリウムイオンが酸化を抑えて、葉の変色を防ぐ作用がある。短時間で茹で上げるために、よく沸騰したたっぷりの熱湯で、少量ずつ手早く茹でたら、冷水にとって急激に冷ますことで、緑色鮮やかに茹であげられる。塩分を控えたい場合には、塩を使わないで茹でてもよい。
元々素材の味が濃く、強い青味を含むため、おひたし、胡麻和え、バター炒め、オムレツなど様々な形で調理される。調理するとかさが3/4程度に減る。和食ではおひたしや胡麻和え・白和えといった和え物、常夜鍋などの鍋物、汁の実、炒め物に利用されるほか、すり潰したのち茹でて緑の色素を取り出したものを青寄せといい、木の芽和えの和え衣の色付けに用いる。洋食ではソテーやオムレツの具、キッシュ、グラタン、裏ごししたものを使ったポタージュ、パスタやパンなどに用いるほか、灰汁の少ない生食用のものはルッコラやオランダガラシなどと共にサラダに使われる。

調理例
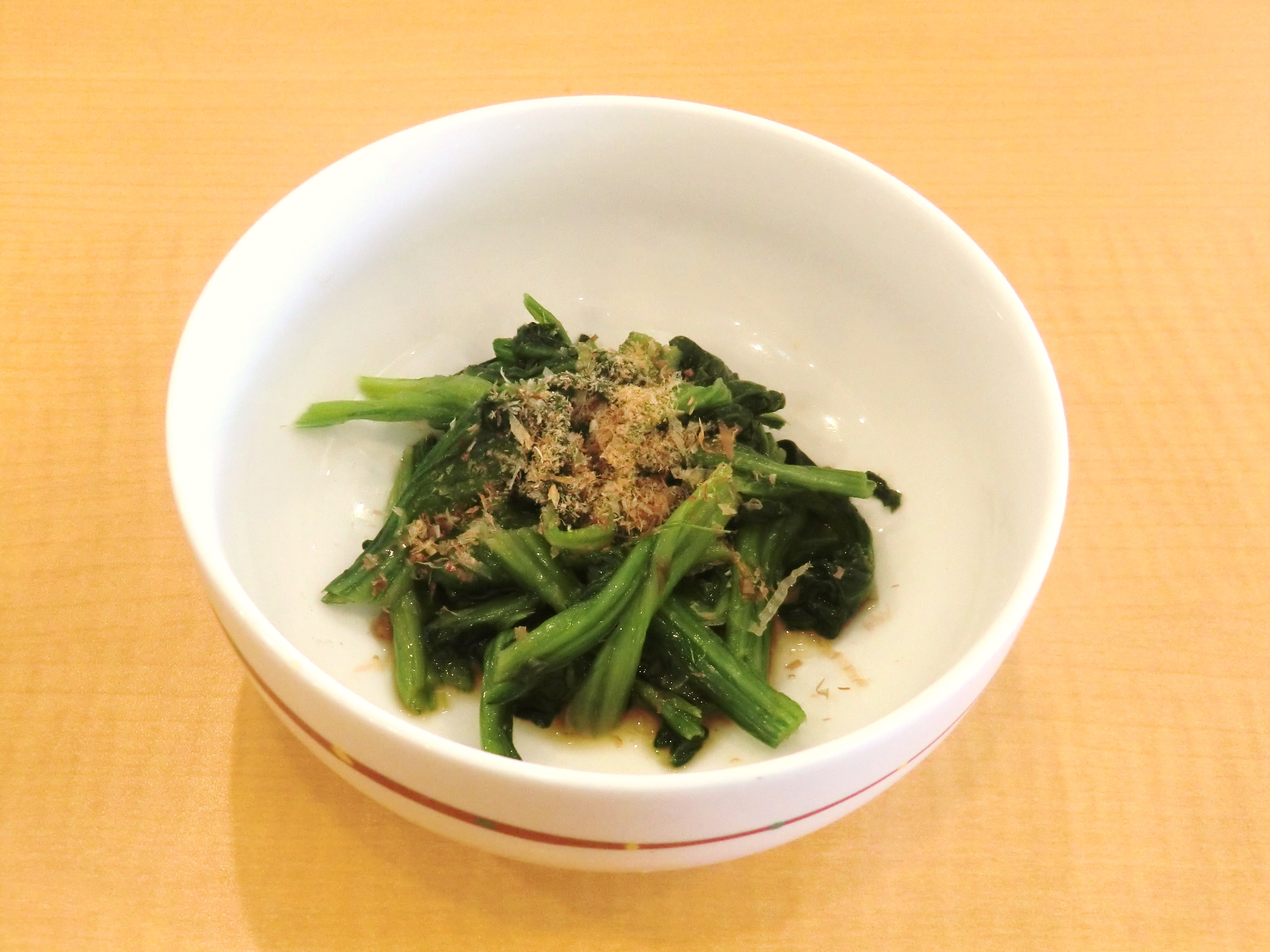
おひたし
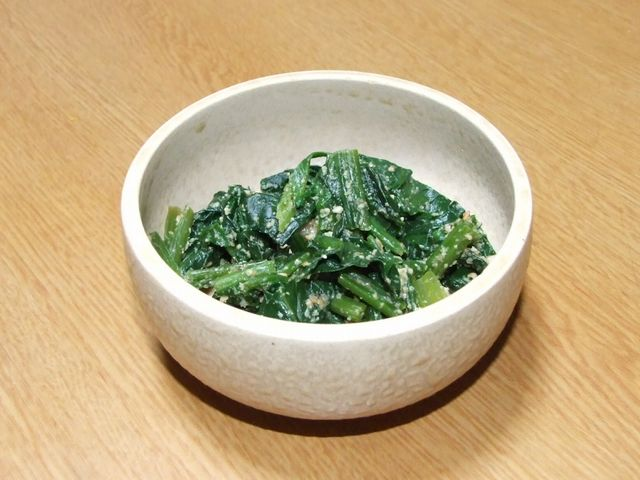
ゴマあえ
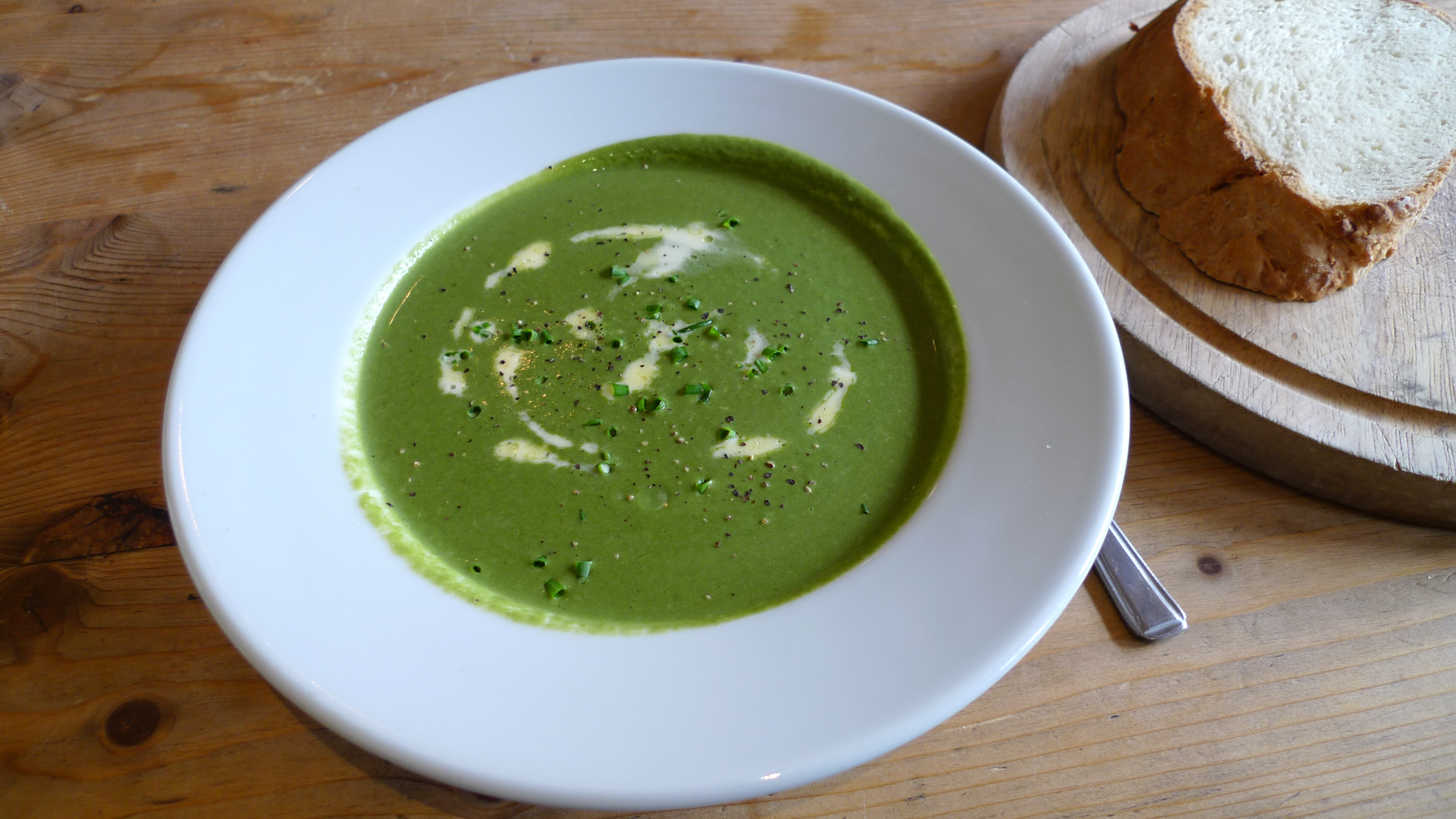
ほうれん草とココナッツのスープ
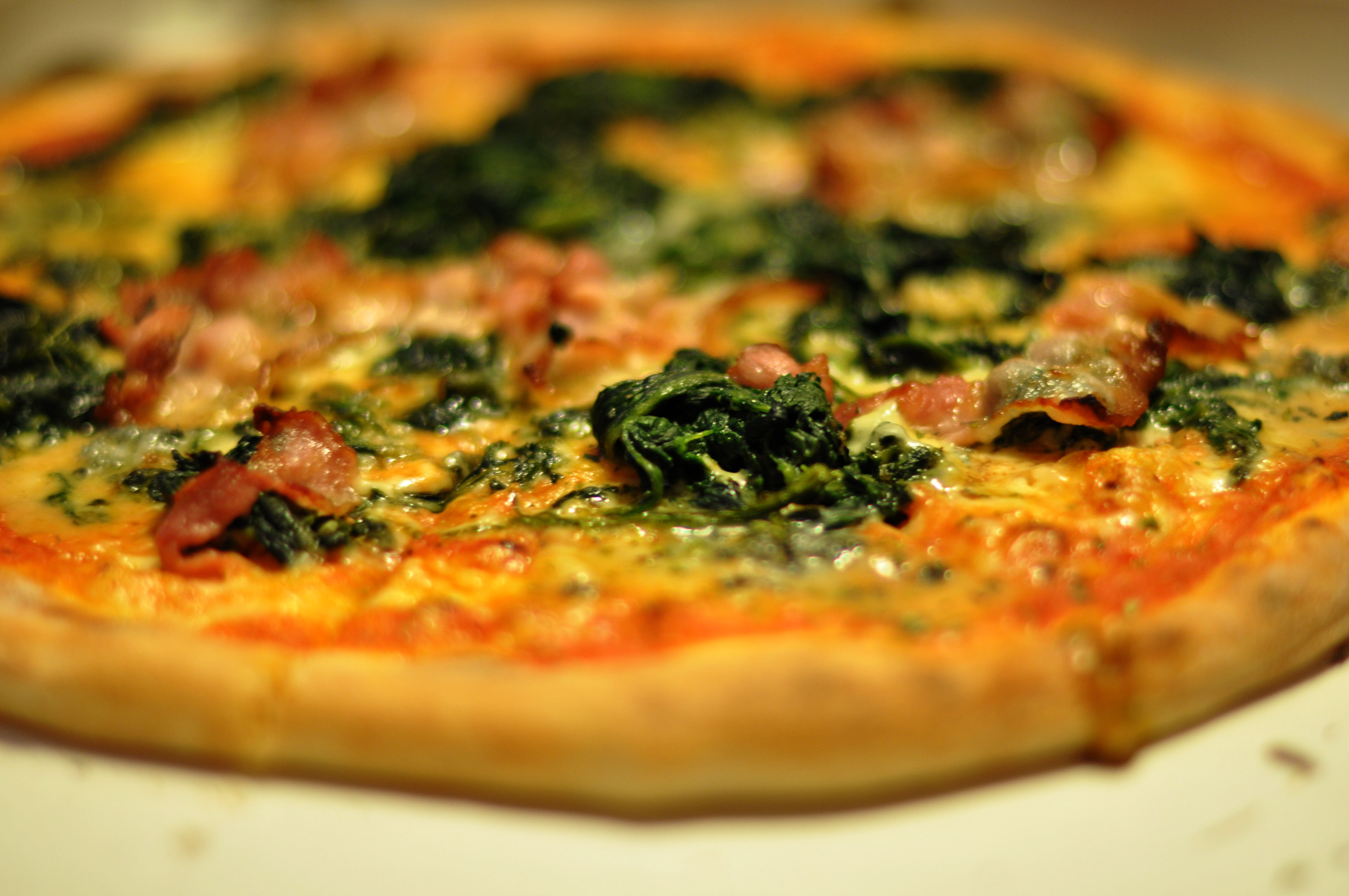
ほうれん草が載ったピザ

| - 調理例 - おひたし - ゴマあえ - ほうれん草とココナッツのスープ - ほうれん草が載ったピザ |

### 保存
基本的に、時間の経過とともにビタミンなどの栄養素が失われていくため、2 - 3日内に早めに食べきるようにするが、生葉は湿らせたペーパーで包んで、ポリ袋などに入れて冷蔵すると、4 - 5日持つ。また長期保存する場合は、下茹でしてからラップに包んで、冷凍する方法もある。
アメリカでは、かつて生ホウレンソウはすぐに鮮度が落ちるため流通困難だった時代もあったことから、水煮缶詰にも加工されている。ただし、輸送方法の進歩により生ホウレンソウの流通が可能になったことや、そもそも水煮缶の食味が良くないことなどの理由により、生ホウレンソウのほうが需要があるため、その出荷数を減らしている。

### 栄養
生葉の可食部100グラム（g）中の熱量は20キロカロリー（kcal）、水分量は約92%で、炭水化物は3.1g、タンパク質2.2g、灰分1.7g、脂質0.4gが含まれる。β-カロテンやビタミンB群、ビタミンC、ビタミンE、鉄分、葉酸が豊富なことで知られる。緑黄色野菜であるホウレンソウの濃い緑色は、黄色色素のカロテンと青色色素のクロロフィル（葉緑素）が合わさったものである。ルテインというカロテノイドを多く含む。株の根元の赤色の部分には、糖質が多めで甘味があり、鉄分やマンガンが豊富に含まれる。
ホウレンソウに含まれるビタミン類の中でも、ビタミンC量は可食部100グラム（g）中、60ミリグラム（mg）と極めて多く含まれているが、夏場のホウレンソウでは、約20 mgと3分の1の量に落ちる。またホウレンソウを茹でることで、ビタミンC量は約2分の1に失われる。
ミネラル類も豊富で、カリウム、カルシウム、鉄などが多く含まれる。ホウレンソウは緑黄色野菜の中では鉄分が多い方であるが、コマツナよりは少ない。ホウレンソウに含まれる鉄分や葉酸が比較的豊富であることから、造血作用から貧血予防に効果的とされる。もともと鉄は吸収率が悪いほうだが、ホウレンソウに含まれるビタミンCと合わせて摂取することで、その吸収率が上がると言われている。

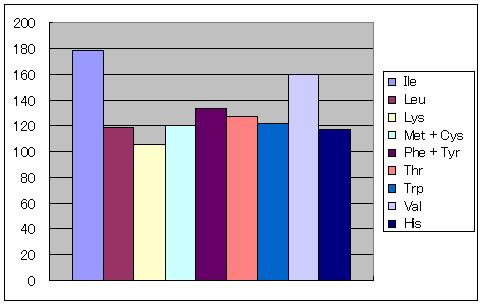
ホウレンソウのアミノ酸スコア

| 項目                 | 分量（g） |
| -------------------- | --------- |
| 脂肪                 | 0.39      |
| 飽和脂肪酸           | 0.063     |
| 16:0（パルミチン酸） | 0.049     |
| 一価不飽和脂肪酸     | 0.01      |
| 多価不飽和脂肪酸     | 0.165     |
| 18:2（リノール酸）   | 0.026     |
| 18:3（α-リノレン酸） | 0.138     |

### その他成分
ホウレンソウの灰汁の主成分はシュウ酸であり、度を越えて多量に摂取し続けた場合、鉄分やカルシウムの吸収を阻害したり、シュウ酸が体内でカルシウムと結合し腎臓や尿路にシュウ酸カルシウムの結石を引き起こすことがある。シュウ酸はカルシウムとの結合性を有するので、削り節や牛乳などカルシウムを多く含む食品と同時に摂取することで、シュウ酸を難溶解性のシュウ酸カルシウムとしてカルシウムと結合させ、シュウ酸が体内に吸収されにくくすることができる。またシュウ酸は水溶性であるため、多量の水で茹でこぼすことでシュウ酸を茹で汁中に溶出させて相当に減らすことができるので、調理法を工夫するとよいと言われている。
なお、ホウレンソウはイヌやネコなどの動物のシュウ酸カルシウム尿石症の原因にもなる。